# MCC Interim Linux
MCC Interim Linux es una distribución Linux obsoleta inicialmente desarrollada en febrero de 1992 por Owen Le Blanc del Manchester Computing Centre (MCC), (parte de la Universidad de Mánchester, Inglaterra). MCC Interim Linux tiene la distinción de haber sido la primera distribución Linux capaz de ser instalada independientemente en una computadora.
La primera versión de MCC Linux estuvo disponible en un servidor FTP público en noviembre de 1991. El descontento de Owen Le Blanc con los antiguos experimentos en Linux, tal como la carencia del funcionamiento de un fdisk (él escribiría más adelante uno), la necesidad de utilizar repositorios múltiples en FTP para adquirir el software esencial, y los problemas con las versiones de las librerías, inspiró la creación de esta distribución.
Le Blanc pidió que tomaran a sus distribuciones como un interim porque:

...no están pensadas para ser oficiales o finales. Son pequeñas, armoniosas y moderadamente probadas. No están realizadas según el gusto de cada uno —¿qué lanzamiento lo hace?—, sin embargo deben proporcionar una base estable a la cual otro software pueda ser agregado.

## Historia
Antes de su primer lanzamiento, la aproximación más cercana a una distribución Linux eran los dos discos Boot/Root (Linux 0.12) de HJ Lu. Estos eran dos discos flexibles de 5¼" que consistían en un núcleo y un mínimo de herramientas para utilizar. Tan mínimas eran estas herramientas que para poder iniciar desde un disco rígido se necesitaba editar el master boot record con un editor hexadecimal.
El primer lanzamiento de MCC Interim Linux estaba basado en la versión 0.12 del núcleo Linux y utilizaba el código de ramdisk de Theodore Ts'o para copiar una imagen pequeña de la raíz a la memoria desde el espacio previamente perdido del disco de inicio, liberando a la unidad de discos flexible para los discos de utilidades adicionales, sin embargo el código ineficaz del núcleo en el ramdisk daba problemas en sistemas con solo 2mb de memoria RAM.
Él también indicó que sus distribuciones eran “experimentos no oficiales”, describiendo las metas de sus lanzamientos como:
- Proveer un procedimiento simple de instalación.[3]
- Proveer un procedimiento de instalación más completo.
- Proveer un servicio de recuperación y copias de seguridad.
- Copias de seguridad del sistema actual.
- Compilar, enlazar, y probar cada archivo binario en las versiones actuales del núcleo, gcc, y las librerías.[2]
- Proveer un sistema base estable, el cual pueda instalarse en un breve tiempo, y que otro software pueda agregarse con relativamente poco esfuerzo.

De hecho, no se hizo nunca ninguna tentativa de distribuirlo con una amplia gama de software o incluso el sistema de ventanas X386.

## Sucesores
Poco después del primer lanzamiento vinieron otras distribuciones tales como TAMU Linux, creada por entusiastas de la Universidad A&M de Texas; MJ Linux de Martin Junius, Softlanding Linux System y el pequeño sistema base de HJ Lu (Boot/Root o Linux 0.12).
Éstos son reemplazados rápidamente por las más viejas distribuciones sobrevivientes, Debian GNU/Linux y Slackware.
La distribución 1.0 de MCC Interim avisaba que Debian era "cinco veces el tamaño del MCC y más comprensivo", y recomendaba menos ambiguamente su utilización en su versión final, proporcionando soporte transicional para usuarios existentes.

## Software incluido

### Versión 0.95c+
Como se discutió por correo electrónico el 23 de abril de 1992, el par de discos y utilidades incluyó:
- bash
- compress
- elvis
- gawk
- GNU shell/file/text utilities
- grep/egrep/fgrep
- joe
- less
- make
- more
- mtools
- sed
- tar
- uuencode/uudecode

Notoriamente no incluyó “man”. Un par de discos opcionales tenían “gcc” y “g++” 2.1, “kermit” y “shoelace”.

### Versión 0.99.p8
Lanzada el 14 de abril de 1993. Se agregaron en esta versión “bison”, “flex”, “gdb”, “gprof”, “groff”, “gzip” y “man”.

### Versión 0.99.p8+
Lanzada el 26 de abril de 1993. Agrega los paquetes “emacs” e “info”.

### Versión 1.0+
Esta versión incluye los paquetes “elm”, “lp”, “mail”, “progman”, “timezone” y “words”.